# Liste de tableaux volés
Cette liste de tableaux volés recense des peintures qui ont été dérobées, tantôt détruites ou retrouvées, et dont l'histoire a été particulièrement publicisée. Leur valeur, quand elle est estimable, est ici exprimée en dollars américains. Répertoriées et recherchées, les œuvres non retrouvées sont pratiquement invendables sur le marché de l'art officiel. Acquérir en connaissance de cause une œuvre d'art volée constitue un délit au regard du droit international.

## Non retrouvés
|  | Titre, artiste                                                                             | Date du vol                 | Lieu du vol                                             | Détails | Valeur estimée                                                | Récompense         |
|  | ------------------------------------------------------------------------------------------ | --------------------------- | ------------------------------------------------------- | --- | ------------------------------------------------------------- | ------------------ |
|  | Fleurs de pavot (égalementVase et fleurs et Vase avec Viscaria) (1887) de Vincent van Gogh | 4 juin 1977, puis août 2010 | Musée Mohamed Mahmoud Khalil, Le Caire, Égypte          | Mesurant 65 × 54 cm, expression de la grande admiration de Van Gogh pour Adolphe Monticelli, un peintre plus âgé qu'il a rencontré à Paris en 1886, ce tableau avait été volé une première fois au même endroit en 1977 puis retrouvé au Koweït,. En août 2010, juste après le second vol, les autorités égyptiennes pensaient avoir retrouvé le tableau après que deux suspects d'origine italienne ont été appréhendés à l'aéroport international du Caire,. | 50–55 000 000 dollars                                         | 5 000 000 dollars  |
|  | Vue d' Auvers-sur-Oise de Paul Cézanne                                                     | 31 décembre 1999            | Ashmolean Museum, Oxford, Angleterre                    | Cette peinture de paysage de Cézanne a été volée pendant le tir de feux d'artifice à l'occasion du changement de millénaire. Le tableau n'est pas signé ni daté, probablement parce qu'il était considéré inachevé par son auteur. | 5 000 000 dollars                                             | ?                  |
|  | Le Concert (1663-1666) de Johannes Vermeer                                                 | 18 mars 1990                | Vol au musée Isabella-Stewart-Gardner de Boston en 1990 | L'un des vols les plus importants de notre époque a eu lieu à Boston le 18 mars 1990. Les voleurs ont emporté 13 tableaux d'une valeur estimée à 500 millions de dollars. Ce tableau de Vermeer est considéré comme le plus cher au monde. | 250 000 000 dollars                                           | 10 000 000 dollars |
|  | Le Christ dans la tempête sur la mer de Galilée (1633) de Rembrandt van Rijn               | 18 mars 1990                | Vol au musée Isabella-Stewart-Gardner de Boston en 1990 | C'est le seul tableau de Rembrandt figurant un paysage maritime. | 140 000 000 dollars                                           | 10 000 000 dollars |
|  | Une dame et un gentilhomme en noir (1633) de Rembrandt                                     | 18 mars 1990                | Vol au musée Isabella-Stewart-Gardner de Boston en 1990 | | Part d'un vol de 500 000 000 dollars                          | 10 000 000 dollars |
|  | Paysage avec un obélisque (1638) de Govert Flinck                                          | 18 mars 1990                | Vol au musée Isabella-Stewart-Gardner de Boston en 1990 | Tableau exécuté par un proche collaborateur de Rembrandt. | 10 000 000 dollars                                            | 10 000 000 dollars |
|  | Chez Tortoni (vers 1875) d'Édouard Manet                                                   | 18 mars 1990                | Vol au musée Isabella-Stewart-Gardner de Boston en 1990 | |                                                               | 10 000 000 dollars |
|  | Paysage avec maisons de Rembrandt van Rijn                                                 | 4 septembre 1972            | Musée des beaux-arts de Montréal, Canada                | Vol à main armée d'un total de 18 peintures. Une seule œuvre retrouvée à ce jour, d'un élève de Brueghel l'ancien. Ci-contre, un paysage peint par Rembrandt, sans doute la toile la plus rare du lot. | Estimé à l'époque 1 million de dollars ; en 2003, 20 millions | 50 000 dollars     |
|  | L'infante et son chien                                                                     | 15 mai 1970                 | Cambriolage chez un particulier                         | Vol par effraction lors d'un cambriolage |                                                               | 1 000 000 dollars  |

## Probablement détruits ou perdus
| Image | Titre, artiste                                                                | Date du vol        | Lieu du vol                              | Détails | Valeur estimée                       | Récompense |
| ----- | ----------------------------------------------------------------------------- | ------------------ | ---------------------------------------- | --- | ------------------------------------ | ---------- |
|       | Tête d'Arlequin (1971) de Pablo Picasso                                       | 15-16 octobre 2012 | Kunsthal de Rotterdam                    | Probablement brûlé par la mère du voleur, | Inconnu                              | ?          |
|       | La Liseuse en Blanc et Jaune (1919) de Henri Matisse                          | 15-16 octobre 2012 | Kunsthal de Rotterdam                    | Probablement brûlé par la mère du voleur | Inconnu                              | ?          |
|       | Pont de Waterloo Bridge, Londres (1901) de Claude Monet                       | 15-16 octobre 2012 | Kunsthal de Rotterdam                    | Probablement brûlé par la mère du voleur | Inconnu                              | ?          |
|       | Charing Cross Bridge, London (1901) de Claude Monet                           | 15-16 octobre 2012 | Kunsthal de Rotterdam                    | Probablement brûlé par la mère du voleur | Inconnu                              | ?          |
|       | Femme devant une fenêtre ouverte, dit aussi La Fiancée (1888) de Paul Gauguin | 15-16 octobre 2012 | Kunsthal de Rotterdam                    | Probablement brûlé par la mère du voleur | Inconnu                              | ?          |
|       | Autoportrait (vers 1889-91) de Meyer de Haan                                  | 15-16 octobre 2012 | Kunsthalde Rotterdam                     | Probablement brûlé par la mère du voleur | Inconnu                              | ?          |
|       | Femme aux yeux fermés (2002) de Lucian Freud                                  | 15-16 octobre 2012 | Kunsthal de Rotterdam                    | Probablement brûlé par la mère du voleur | Inconnu                              | ?          |
|       | Le Pigeon aux petits pois (1911) de Pablo Picasso                             | 20 mai 2010        | Musée d'Art moderne de Paris, France     | Une des cinq peintures volées au Musée d'Art moderne de Paris le 20 mai 2010, pour une valeur totale de 123 millions de dollars. La peinture a probablement été détruite car le voleur l'a jetée dans un conteneur à ordures qui a été vidé avant que l'on sache ce qu'il contenait , | 23 000 000 euros                     | ?          |
|       | La Femme à l'éventail (1919) de Amedeo Modigliani                             | 20 mai 2010        | Musée d'Art moderne de Paris, France     | Une des cinq peintures volées au Musée d'Art moderne de Paris le 20 mai 2010, pour une valeur totale de 123 millions de dollars. La peinture a probablement été détruite car le voleur l'a jetée dans un conteneur à ordures qui a été vidé avant que l'on sache ce qu'il contenait , | Part d'un vol de 100 000 000 d'euros | ?          |
|       | La Nativité avec saint François et saint Laurent (1609) du Caravage           | 16 octobre 1969    | Oratoire de San Lorenzo, Palerme, Sicile | La toile, qui mesure environ 6 mètres carrés (268 × 197 cm), était exposée au-dessus de l'autel et a été découpée dans le cadre. L'oratoire a été pillé d'une partie de son mobilier. Les recherches sont toujours en cours. | 20 000 000 dollars                   | ?          |
|       | Les Juges intègres de Jan van Eyck                                            | 10-11 avril 1934   | Cathédrale Saint-Bavon, Gand, Belgique   | Ce tableau (145 × 51 cm) est la partie inférieure gauche du polyptyque L'Agneau mystique, peint par Jan van Eyck ou son frère Hubert van Eyck. Il était à la Cathédrale Saint-Bavon de Gand en Belgique avant d'être volé durant la nuit du 10 au 11 avril 1934, par Arsène Goedertier (Lede, 1876 – Termonde, 1934). Le Diocèse de Gand a reçu une demande de rançon d'un million de francs belges de l'époque. Le 25 novembre 1934 le voleur a révélé sur son lit de mort que lui seul savait où était caché le tableau et qu'il emporterait ce secret dans la tombe. Bien que plusieurs personnes aient déclaré connaître cet endroit, le tableau n'a jamais été retrouvé et on pense généralement qu'il a été détruit. En 1945, le panneau a été remplacé par une copie réalisé par Jef Vanderveken. | Inconnu                              | ?          |

## Spoliés par le régime nazi
| Image | Titre, artiste                                                                                  | Date du vol   | Lieu du vol                                        | Détails | Valeur estimée      | Statut                                                   |
| ----- | ----------------------------------------------------------------------------------------------- | ------------- | -------------------------------------------------- | --- | ------------------- | -------------------------------------------------------- |
|       | Le Peintre sur la route de Tarascon de Vincent van Gogh                                         | 12 avril 1945 | Dépôt des mines de sel de Staßfurt près Magdebourg | Considéré comme manquant sur le site de la Monuments Men Foundation. Propriété du Kulturhistorisches Museum de Magdebourg (anciennement Kaiser-Friedrich Museum) | inestimable         | Supposé détruit par le feu                               |
|       | Portrait d'Adele Bloch-Bauer I de Gustav Klimt                                                  | années 1940   | Autriche                                           | Ce tableau a fait l'objet d'un procès de sept ans entre l'Autriche et la famille Altmann. En effet, sa commanditaire, Adele Bloch-Bauer, morte en 1925, avait décidé de léguer cette œuvre à la Österreichische Galerie Belvedere. Mais en 1938, l'Autriche est envahie par l'Allemagne et les biens des Juifs sont confisqués, dont ceux de la famille Bloch-Bauer et la toile disparaît. Dans son testament en 1945, M. Bloch-Bauer désigna ses neveux et nièces dont Maria Altmann, comme héritiers. En 1998, un journaliste informe la famille que cette toile est conservée au musée du Belvédère. Elle est rendue à la famille en 2005 puis en juin 2006, Ronald Lauder l'acquiert pour la Neue Galerie lors d'une vente privée à New York au montant de 135 millions de dollars. | 135 000 000 dollars | Restitué à Maria Altmann, nièce d'Adele Bloch-Bauer.     |
|       | Portrait de jeune homme de Raphaël                                                              | Fin 1939      | Musée Czartoryski (Cracovie)                       | Dérobé dans le musée par Hans Frank, qui le possédait avant mars 1945 | 100 000 000 dollars | Supposé détruit par le feu ?                             |
|       | En Canot de Jean Metzinger                                                                      | 1936-1938     | Palais du Kronprinz, Nationalgalerie, Berlin       | En Canot était exposé au Palais du Kronprinz à Berlin depuis 1927. Le tableau a été acquis par la Nationalgalerie en 1936. Confisqué par les nazis vers 1936, il a fait partie de l'exposition d'« Art dégénéré » à Munich et dans d'autres villes en 1937–1938 et a disparu depuis. |                     | Probablement détruit                                     |
|       | Femme juive aux oranges d'Aleksander Gierymski                                                  | 1944          | Musée national de Varsovie                         | L'œuvre d'art (1881) est achetée par le Musée national de Varsovie en 1928 au magasin d'antiquité Dom Sztuki à Varsovie. En 1944, la peinture est volée par le régime nazi et dès l'année suivante, la Pologne réclame son retour. En 2010, l’œuvre apparaît dans un magasin d'antiquité au nord de l'Allemagne et le Ministère de la Culture et du Patrimoine national de la Pologne débute des négociations pour sa restitution, qui aboutissent lorsque la PZU paye une compensation au propriétaire allemand en 2011 |                     | Restitué au Musée national de Varsovie avec compensation |
|       | Sous les arbres à Port-Berteau, enfants dansant ou La Ronde enfantine (1862) de Gustave Courbet | 1941          | Paris                                              | Propriété du résistant français Robert Bing, saisie à Paris en 1941 par des Einsatzstab Reichsleiter Rosenberg, placée au Jeu de Paume au profit d'Hermann Goering, puis dans des tunnels secrets en Bavière, l'œuvre entre en possession du collectionneur suisse Kurt Meissner (soupçonné de pillage par les autorités américaines) puis du marchand d’art londonien, (en)Arthur Tooth and Sons, en 1951, puis achetée par le révérend Éric Milner-White qui la donne au musée Fitzwilliam de Cambridge. |                     | Restitué aux descendants Bing, en 2023                   |

## Retrouvés
| Image | Titre, artiste                                      | Date du vol      | Date de récupération | Lieu du vol                                      | Détails | Valeur estimée   |
| ----- | --------------------------------------------------- | ---------------- | -------------------- | ------------------------------------------------ | --- | ---------------- |
|       | La Joconde de Léonard de Vinci                      | 21 août 1911     | 1913                 | Musée du Louvre, Paris                           | Retrouvé quand le voleur, Vincenzo Peruggia, tenta de le revendre. | Inestimable      |
|       | Saint Jérôme écrivant du Caravage                   | 29 décembre 1984 | 4 août 1988          | Co-cathédrale Saint-Jean de La Valette, Malte    | La toile étant endommagée par les voleurs qui l'avaient découpée hors du cadre, elle est restaurée en 1990. |                  |
|       | Le Cri de Edvard Munch                              | 12 février 1994  | 7 mai 1994           | Galerie nationale, Oslo                          | Cambriolage mené à deux par l'ancien footballeur (no) Pål Enger, sans déclencher d'alarme, le jour de la cérémonie d'ouverture des Jeux olympiques d'hiver à Lillehammer. Déconcertés par la facilité d'exécution, les voleurs laissent un mot sur une carte postale : « Merci pour la mauvaise surveillance »[réf. souhaitée]. |                  |
|       | Le Cri de Edvard Munch                              | 22 août 2004     | 31 août 2006         | Munch Museum, Oslo                               | Volé en plein jour, par des braqueurs à main armée, en même temps que la Madone. |                  |
|       | La Madone                                           | 22 août 2004     | 31 août 2006         | Munch Museum, Oslo                               | Lui aussi volé auparavant en 1990, il est dérobé puis retrouvé en même temps que le Cri. |                  |
|       | Branches de marronnier en fleur de Vincent van Gogh | 10 février 2008  | 18 février 2008      | Fondation et Collection Emil G. Bührle, Zurich   | Retrouvé huit jours après le vol dans une voiture sur le parking d'un hôpital de Zurich. Le reste des tableaux dérobés ne sera retrouvé que quatre ans plus tard. |                  |
|       | Le Garçon au gilet rouge de Paul Cézanne            | 10 février 2009  | 12 avril 2012        | Fondation et Collection Emil G. Bührle, Zurich   | Retrouvé en Serbie. |                  |
|       | Les Choristes de Edgar Degas                        | 31 décembre 2009 | 18 février 2018      | Musée Cantini, Marseille                         | Retrouvé dans la soute d'un autocar par des douaniers en Seine-et-Marne. | 800 000 euros    |
|       | Portrait d'une dame de Gustav Klimt                 | 22 février 1997  | 11 décembre 2019     | Musée d'Art moderne Ricci-Oddi, Piacenza, Italie | Tableau retrouvé par un jardinier dans un sac poubelle caché dans un mur du musée. | 66 000 000 euros |